# Herpetophobie
Herpetophobie (von altgriechisch ἕρπειν hérpein, deutsch ‚kriechen, schleichen‘, bzw. ἕρπετον hérpeton, deutsch ‚Kriechtier‘, und φόβος phóbos, deutsch ‚Furcht‘) ist eine spezifische Angststörung, gerichtet gegen kriechende oder krabbelnde Tiere wie Eidechsen oder Reptilien. Der Begriff ist auch reduziert auf Furcht vor Schlangen gebräuchlich. Dafür gibt es zugleich den präziseren Begriff Ophidiophobie.
Auch bei Tieren, z. B. Rhesusaffen, wird Furcht vor Schlangen beobachtet und in der Entstehung auf Lernprozesse zurückgeführt. Es gibt andere Theorien, die diese Angst für angeboren einstufen.